# Demorest
Demorest is een plaats (city) in de Amerikaanse staat Georgia, en valt bestuurlijk gezien onder Habersham County.

## Demografie

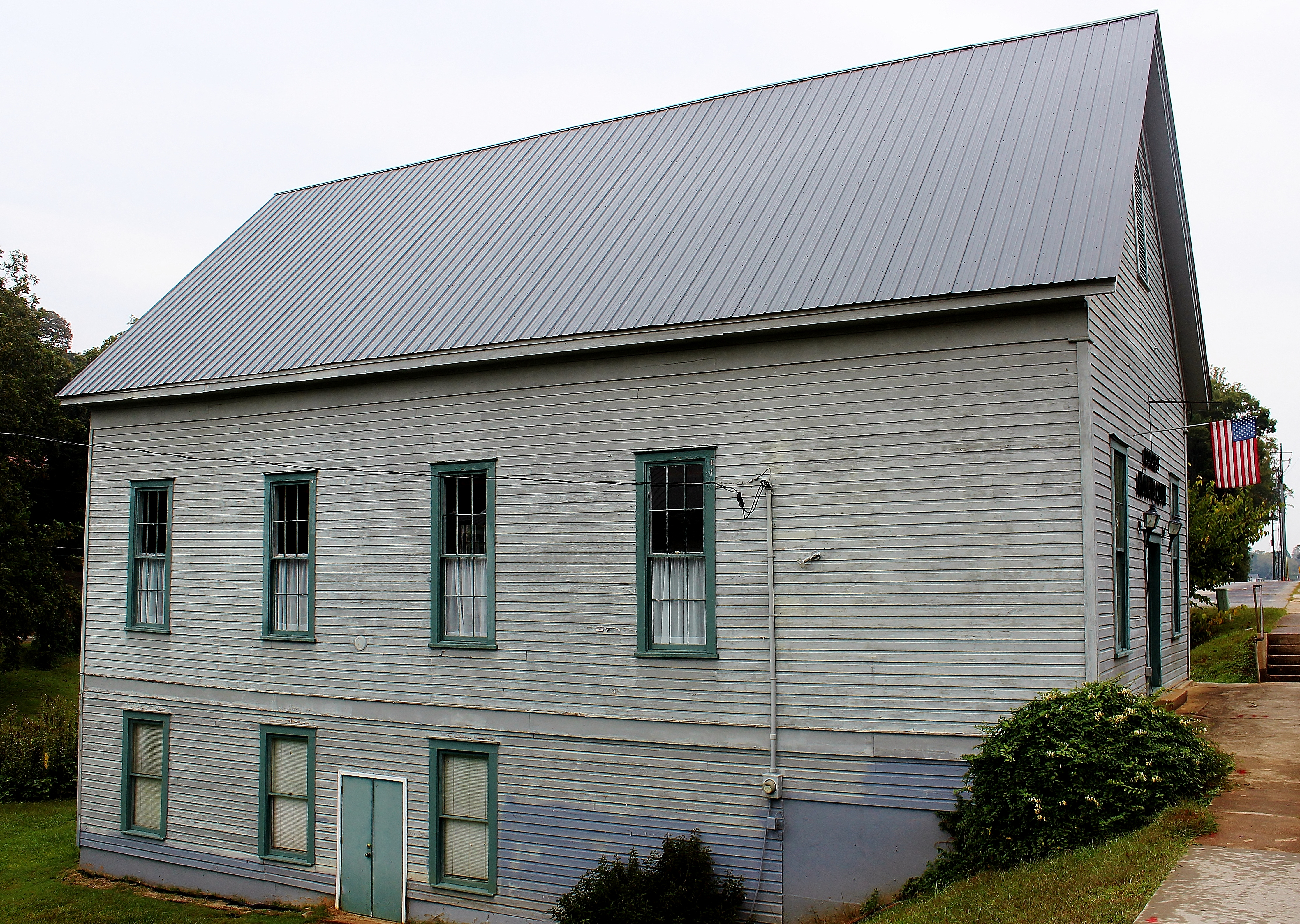
Demorest Women's Club

Bij de volkstelling in 2000 werd het aantal inwoners vastgesteld op 1465.
In 2006 is het aantal inwoners door het United States Census Bureau geschat op 1745, een stijging van 280 (19.1%).

## Geografie
Volgens het United States Census Bureau beslaat de plaats een oppervlakte van
6,0 km², waarvan 5,9 km² land en 0,1 km² water.

## Plaatsen in de nabije omgeving
De onderstaande figuur toont nabijgelegen plaatsen in een straal van 16 km rond Demorest.